# Pnoepyga immaculata
Pnoepyga immaculata (лат.) — вид воробьиных птиц семейства бесхвостковых.
Вид распространён в Непале и индийском штате Уттаракханд. Обитает в умеренных и горных дождевых лесах.
Тело длиной до 10 см. Оперение образует чешуйчатый узор коричневого и жёлто-коричневого цвета. Горло серое с двумя поперечными чёрными полосами. Клюв тёмно-серый. Ноги оранжевые. Хвост короткий, почти незаметный.
Территориальная песня состоит из коротких свистящих звуков, повторяющихся с регулярными интервалами или без них.